# Eclissi solare del 14 novembre 2050
L'Eclissi solare del 14 novembre 2050 è un evento astronomico che avrà luogo il suddetto giorno attorno alle ore 13:30 UTC.

## Eclissi correlate

### Eclissi solari 2047 - 2050
Questa eclissi è un membro di una serie semestrale. Un'eclissi in una serie semestrale di eclissi solari si ripete approssimativamente ogni 177 giorni e 4 ore (un semestre) in nodi alternati dell'orbita della Luna.